# سیکورسکی اس-۶۱
سیکورسکی اس-۶۱ (به انگلیسی: Sikorsky S-61) یک هواگرد ساختِ کارخانهٔ سیکورسکی در کشور ایالات متحده آمریکا است. نخستین استفاده‌کنندهٔ این هواپیما CHC Helicopter بوده‌است. این هواگرد برای نخستین بار در ۱۱ مارس ۱۹۵۹ میلادی مورد استفاده قرار گرفت.